# Magali Luyten
Magali Luyten (Bruselas, 16 de julio de 1978) también conocida como Maggy Luyten, es una cantante belga de heavy metal y power metal.

## Carrera
Hizo parte de varias bandas locales antes de integrar en 2003 la agrupación Over Us Eden proveniente de Aachen, Alemania y producida por Uli Kusch (exbaterista de Helloween y Masterplan). Tres años después se convirtió en la cantante de la banda Beautiful Sin, proyecto del mencionado Uli Kusch. Grabó la voz en Bélgica y luego viajó a Noruega para finalizar el trabajo en el estudio de Kusch junto al guitarrista Jørn Viggo Lofstad (Pagan’s Mind, Jorn). El álbum resultante, titulado The Unexpected, fue aclamado por la crítica especializada. Las canciones "Lost" y "Closer to My Heart" fueron incluidas en una recopilación de Nuclear Blast llamada Beautiful Voices.
En 2008 fue invitada a participar de varios proyectos como vocalista invitada, entre los que se destacan Ayreon y Virus IV. En octubre de 2015 fue anunciada como la nueva vocalista de la agrupación francesa Nightmare, con la que publicó el álbum Dead Sun el 26 de noviembre de 2016.

## Discografía
- Spirittales - The Dreambookseller (2001)
- Over Us Eden - The Silent Tree (2003)
- Beautiful Sin - The Unexpected (2006)
- Jaime Vendera – Voices of Rock (2007)
- Rooky - Extended (2007)
- Ayreon - 01011001 (2008)
- Virus IV - Dark Sun (2008)
- Ayreon vs. Avantasia - Elected (EP) (2008)
- Ayreon - Timeline (2008)
- Epysode - Obsessions (2011)
- Nightmare - The Burden of God, The Dominion Gate (Part II) (2012)
- Flaming Row - Mirage - A Portrayal of Figures (2014)
- Nightmare - Dead Sun (2016)
- Ayreon - Ayreon Universe – The Best of Ayreon Live (2018)